# 林奇宏
林奇宏（1961年—），中華民國細胞生物學學者、醫師，國立陽明醫學院醫學士，美國耶魯大學生物學博士。是國立陽明交通大學(簡稱陽明交大)創校首任校長，亦是現任校長。
林奇宏的學術生涯從國立陽明大學展開，曾分別任教於臨床醫學研究所、微生物暨免疫學研究所、傳統醫藥研究所，並擔任副研發長、國際長等職。隨後進入地方政府服務，借調擔任臺北市政府衛生局局長、新北市政府衛生局局長。他於借調期滿後再度回到學術界，任教於陽明交大前身的國立交通大學生物科技學系、並擔任臺灣聯合大學系統副校長。

## 生平

### 早年
1961年，林奇宏出生於台灣省新竹市，1967年就讀新竹師範附小，1969轉學至高雄新興國小，1971年復入讀桃園國小。1973年就讀桃園市私立振聲高級中學初中部，1976年考上臺北市立建國高級中學。1979-86年就讀國立陽明醫學院醫學系。服役於中華民國空軍擔任醫官。1989年考取公費留學前往美國耶魯大學生物系攻讀博士學位。
攻讀博士學位期間，林奇宏參與研發活細胞顯微鏡技術，研究細胞運動機轉，於1994年畢業時獲得耶魯大學John R. Nicholas 傑出論文獎。

### 學術研究
林奇宏於1995年回國任教國立陽明醫學院（1996年改制國立陽明大學）微生物暨免疫學所，在生命科學院院長徐明達老師支持下，設置陽明大學第一台共軛焦顯微鏡。林奇宏參與當年「榮陽團隊」第4號染色體的定序，展開其實驗室的基因體學研究，擔任台北榮民總醫院外科部研究員；其後，以其顯微鏡學專長，將觸角延伸至奈米科學領域，擔任國家實驗研究院奈米元件實驗室研究員。
林奇宏於2003年完成教授升等，除任教微生物及免疫學研究所外，亦為解剖所、臨床醫學研究所、食品安全及健康風險評估研究所等所的合聘教授。林奇宏是2002年設立的生醫光電研究所創所教授之一，並於該所合聘迄今。
於2005年擔任國立陽明大學研發處儀器中心主任，2010年接任國立陽明大學國際事務處國際長。2006年起兼任台北市立聯合醫院教學研究部主任，開始推動北市聯醫共同實驗室，設立公共衛生資料庫，以提升該院教學研究的量能。

### 政務官

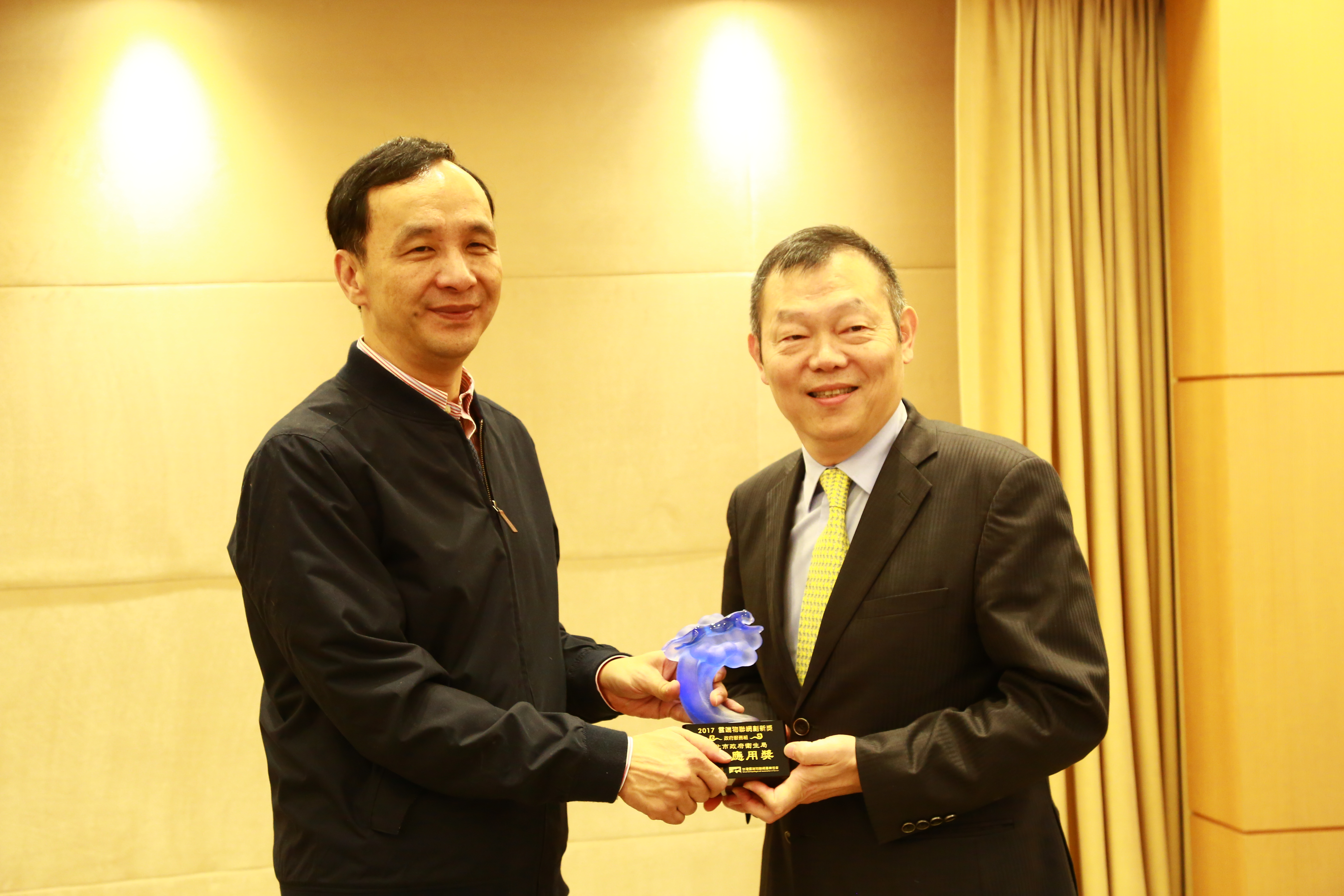
時任新北市長朱立倫與衛生局長林奇宏

2010年，林奇宏由郝龍斌市長延攬至臺北市政府衛生局擔任局長，在副市長邱文祥督導下，陸續推動多項公衛e化政策，包括在2013年食用油風暴後推動全市學校午餐的食材登錄；創建智能健康照護模式（台北卡），以推廣自我健康照護，參與「世界設計之都」計畫；推動預防醫學，辦理全市新生兒免費聽力篩檢及國小學童第一大臼齒窩溝封填專案（兩方案之後為國民健康署採用並推廣為全國方案）及學童高度近視減度專案等。
2014年12月北市衛生局長任期結束後，隨即被新北市長朱立倫市長延攬為新北市政府衛生局局長，推動稽查系統e化與行政管理智能化；並與消防局合作建置連結全市之醫療救難體系，大幅提升新北市的腦中風溶栓及動脈取栓率；啟動「新北動健康」，強調透過營養與運動減低肌少症與衰弱的風險；專案積極將復健概念與行動融入長期照護中，以減少及降低失能為政策目標；以新穎醫療資訊系統推動衛生所與醫院連結，落實分級醫療。2015年6月於新北市八里發生的八仙塵暴意外事件，林奇宏負責統籌緊急救護、急性醫療及長達三年的重建復健工作。

### 返回學界
2018年12月完成新北市衛生局長任期後，歸建國立陽明大學，並在前交大校長張懋中邀請下進入交大任教，參與籌設交大的BioICT 計畫，推動智慧醫療相關工作；2019年11月完成位於國立交通大學博愛校區賢齊館的醫療場域模擬設施，協助電子醫材的臨床驗證與法規認證。
自2019年4月起，擔任籌設國立交通大學博愛校區「醫療財團法人憶卿醫院」之執行長。2010年2月獲聘國立交通大學生物科技學系教授，並擔任交大之台聯大系統副校長與智慧醫療推動中心主任，同時擔任國立陽明大學合聘教授，替後續陽明大學與交通大學的合校奠定基礎。

### 陽明交大校長
2021年1月10日當選國立陽明交通大學首任校長，並於2024年3月獲得校務會議過半同意票續任校長。
面對合校初期的挑戰，林奇宏曾提出「融合、蛻變、超越」的目標，期望該校在穩定中求融合中引領蛻變，並勇於超越，以創新價值理念突破現狀。

## 研究領域
林奇宏研究領域有顯微鏡學、細胞生物學、癌症生物學、生醫光電學、基因體學等。

## 獲獎事蹟
- CELLebration, Video publication by Sinaur Associates, Inc.(1994年)

- 耶魯大學John R. Nicholas 傑出論文獎 (1995年)[6]

- 第16屆Biomedical Conference 特邀講座(2000年)

- 中華民國癌症醫學會徐千田癌症研究傑出獎(2002年)[23]

- 行政院國科會傑出研究獎(2004年)[24][25]

- 國立陽明大學醫學院優良教師獎(2007年)[26]

- 行政院傑出科技貢獻獎 (2009年)[27][28]

- 國立陽明大學第十屆傑出校友(2013年)[29]

- 行政院功績獎章(2019年)[30]

## 言論及爭議
- 為落實陽明交大雙主校區的構想，林奇宏於合校初期提出校區主管的設計，除引進功能性副校長外，一般行政主管外亦設置「校區主管」，以至於校內可能有兩位教務長等主管，被質疑用人方有圖利之嫌且人事浮濫。時任材料系的林健正教授便多次投書媒體[31]。不僅校內12名資深教授成立「陽明交大合校關懷小組」發表校務建言，校外也有邱羅火等校友發表公開信[32]，擔憂校長此舉恐會破壞人事制度和行政體系，惟林奇宏於接受媒體採訪時也表示，這是合校初期的階段作法，搭配功能性主管處理不同校區間的整合及業務推動有其必要，待完成階段任務後便會逐漸退場[33]。目前，該校一級行政主管已修正為一位正主管配合二位副主管。
- 陽明交大學生籌辦2024年梅竹賽，因選擇在2月28日當天舉辦大型支持校內選手的造勢加油活動引發爭議。林奇宏面對媒體採訪時的一段話，「然而在台灣，2月28日卻成為某一個圖騰禁忌，成為特定政治人物每年兌換個人政治利益的提款機。」引發正反兩極評價。[34]事件發生後，社群媒體上有人支持校長挺學生，也有擔心此說法忽略歷史背景對政治受難者沒有同理心，例如前學生會學生代表、碩士生賴彥丞投書自由時報《陽明交大的228爭議與校長謬論》[35]。林奇宏則於後續接受媒體訪問時表示，有關學生原訂在2月28日舉辦活動的做法，以及報載他的發言內容，若有讓人感到不舒服之處，他感到抱歉。[36]
- 2024年，陽明交大校方提出於六家校區的客家古蹟群旁與群聯電子合作興建產學研發大樓，引發位於該校區的客家文化學院人文社會學系副教授羅烈師、林秀幸等師生抗議並發起連署，超過3600人參與連署，並引來前縣長林光華招開記者會批評校長帶頭炒地皮[37][38][39]。校方發出聲明強調，此規劃案仍在構想階段，尚未形成執行方案，在達成最大共識前，不會繼續推進行政作業。」該校副校長周倩接受媒體訪問時也澄清，校方初衷是希望引進外部資源為客家文化保存盡一份心力，全案都只是在構想討論階段，沒有共識之前不會強推[40]。本案在群聯電子5月7日聲明中止捐建後落幕。

## 軼事與其他
- 林奇宏在學生時代喜歡繪畫、攝影，熱愛電影，曾經擔任建中校刊編輯。
- 林奇宏與現任高雄市長陳其邁是國小同學[41]。

## 外部連結
- 交通大學 系統副校長 | 林奇宏博士 （页面存档备份，存于）
- 國立陽明大學 生醫光電研究所 （页面存档备份，存于）